# Funkcja sprawcza języka
Funkcja sprawcza (performatywna) – polega na dokonywaniu zmian w stanie rzeczy za pomocą słowa. Dotyczy zatem zawierania różnych umów, podejmowania zobowiązań, składania przysiąg, ogłaszania wyroków sądowych, nadawania obywatelstwa, sporządzania aktu darowizny, testamentu, udzielania chrztu itp.